# قائمة ملوك جوسون
حكم ملوك جوسون الست وعشرون مملكة جوسون في كوريا من سنة 1392 (سنة سقوط مملكة غوريو) وحتى 1897 حيث أُعلن عن قيام الإمبراطورية الكورية على يد نفس الأسرة الحاكمة وهي أسرة إي.

## قائمة الملوك
</small

| الاسم                      | الصورة | فترة الحكم            | اسم شخصي                                     | اسم العهد                                  | اسم بعد الوفاة |
| -------------------------- | ------ | --------------------- | -------------------------------------------- | ------------------------------------------ | --- |
| تايجو ملك جوسون            |        | 1392–1398             | يي سيونغ جي لاحقا يي دان 이성계 لاحقا 이단   |                                            | الملك كانغيون جين جيون سيونغ مون شينمو العظيم 강헌지인계운성문신무대왕 |
| جونغجونغ ملك جوسون         |        | 1398–1400             | يي بانغ جوا لاحقا يي جيونج 이방과 لاحقا 이경 |                                            | الملك غونغ جيونغ أويمون جانغمو أونين سونهيو العظيم 공정의문장무온인순효대왕 |
| تايجونغ ملك جوسون          |        | 1400–1418             | يي بانغ وون 이방원                           |                                            | الملك غونغ جيونغ سيونغ ديوك سين غونغ غيون تشون تشيجوك دايجونغ غي يو مونمو يشيول سيونغنيول غوانغيو العظيم 공정성덕신공건천체극대정계우문무예철성렬광효대왕 |
| سيجونغ العظيم ملك جوسون    |        | 1418–1450             | يي دو 이도                                   |                                            | الملك جانغيون يونغ مون يمو إنسيونغ ميونغهيو العظيم 장헌영문예무인성명효대왕 |
| منجونغ ملك جوسون           |        | 1450–1452             | يي هيانغ 이향                                |                                            | الملك غونغسون هيوميونغ إنسوك غوانغمون سيونغهيو العظيم 공순흠명인숙광문성효대왕 |
| دانجونغ ملك جوسون          |        | 1452–1455             | يي هونغ واي 이홍위                           |                                            | الملك جونجوي أونمون سونجيونج أنجانج جيونجسون دونهايو العظيم 공의온문순정안장경순돈효대왕 |
| سيجو ملك جوسون             |        | 1455–1468             | يي يو 이유                                   |                                            | الملك جيديوك يونجونج سيونجسين ميونجى هيومسوك إنهيو العظيم 혜장승천체도열문영무지덕융공성신명예흠숙인효대왕 |
| ييجونغ ملك جوسون           |        | 1468–1469             | يي جوانغ 이광                                |                                            | الملك يانغدو هيومون سيونغمو أووين سوهيو العظيم 양도흠문성무의인소효대왕 |
| سونغجونغ ملك جوسون         |        | 1469–1494             | يي هيوال 이혈                                |                                            | الملك جانج جيونج إنمون هيونمو هيومسونغ جونغيو العظيم 강정인문헌무흠성공효대왕 |
| يونسان ملك جوسون المخلوع1  |        | 1494–1506             | يي يونغ 이융                                 |                                            | الملك هيون تشون هونغدو جيونجمون ويمو العظيم 헌천홍도경문위무대왕 |
| جنغجونغ ملك جوسون          |        | 1506–1544             | يي يوك 이역                                  |                                            | الملك غونغهي هويمون سومو هيومين سيونغهيو العظيم 공희휘문소무흠인성효대왕 |
| إنجونغ ملك جوسون           |        | 1544–1545             | يي هو 이호                                   |                                            | الملك يونغ جيونغ هيونمون أويمو جانغسوك هيوميو العظيم 영정헌문의무장숙흠효대왕 |
| ميونغجونغ ملك جوسون        |        | 1545–1567             | يي هوان 이환                                 |                                            | الملك غونغهيون هيونيوي سومون غوانغسوك كيونغهيو العظيم 공헌헌의소문광숙경효대왕 |
| سونجو ملك جوسون            |        | 1567–1608             | يي يون 이연                                  |                                            | الملك سوجيونج جيونجريون ريبجوك سيونجديوك هونغريول جيسيونج دايوي جيوك تشون هويون جيونغميونغ سينريوك هونغكونغ يونجوب هيونمون أويمو سيونغي دالهيو العظيم 소경정륜립극성덕홍렬지성대의격천희운경명신력홍공융업현문의무성예달효대왕 |
| غوانغهاي ملك جوسون المخلوع |        | 1608–1623             | يي هون 이혼                                  |                                            | الملك تشيتشيون هيونغون جونديوك هونغ كونغ سينسونغ يونغسوك هيومون إنمو سيوريون إبجي ميونغسونغ غوانغريول يونغ بونغ هيونبو موجونغ جونغهوي ييتشول جانغوي جانغهون سونجيونغ جيونوي سوجونغ تشانغدو سنجوب العظيم 체천흥운준덕홍공신성영숙흠문인무서륜입기명성광렬융봉현보무정중희예철장의장헌순정건의수정창도숭업대왕 |
| إنجو ملك جوسون             |        | 1623–1649             | يي جونغ 이종                                 |                                            | الملك غايشيون جون جيونغ جي سيوندوك هيونمون يولمو ميونغزوك سونهيو العظيم 개천조운정기선덕헌문열무명숙순효대왕 |
| هيوجونغ ملك جوسون          |        | 1649–1659             | يي هو 이호                                   |                                            | الملك هيومتشيون دالدو جوانجوك هونغ يول سونمون جانغمو سينسونغ هيونين ميونجوي جيونجديوك العظيم 흠천달도광곡홍열선문장무신성현인명의정덕대왕 |
| هيونجونغ ملك جوسون         |        | 1659–1674             | يي يون 이연                                  |                                            | الملك سوهيو يونغ يونغ دونديوك سوسونغ سونمون سوكمو جيونجين تشانجيو العظيم 소휴연경돈덕수성순문숙무경인창효대왕 |
| سكجونغ ملك جوسون           |        | 1674–1720             | يي صن 이순                                   |                                            | الملك هيونو جوانجيون ييسونغ يونغريول يومو يونغون هونغين جونديوك بايشيون هابدو يهيو دوكجيونغ جيونج جونج هيوبجيوك سينوي دايهون جانجمون هيونمو جيونج ميونج ونهيو العظيم 현의광윤예성영렬유모영운홍인준덕배천합도계휴독경정중협극신의대훈장문헌무경명원효대왕 |
| غيونغجونغ ملك جوسون        |        | 1720–1724             | يي يون 이윤                                  |                                            | الملك غاكغونغ دوكمون إيكمو سونين سيونهيو العظيم 각공덕문익무순인선효대왕 |
| يونغجو ملك جوسون           |        | 1724–1776             | يي كوم 이금                                  |                                            | الملك جانغسون جيهينج سوندوك يونغمو يوريول جانغ-وي هونغ-يون جوانج إن دونهوي تشيتشن جيون-جوك سيونغونغ سينهوا دايسايونغ جوانج أون جاتاي جيونج يوميونغ سونشول جيون-جيون غونيونغ بايميونغ سوتونج جيونغنيوك هونغهيو جونجهوا يونغدو سوكجانغ تشانغهون جيونغ مون سيونمو هويغيونغ هيونهيو العظيم 장순지행순덕영모의렬장의홍윤광인돈희체천건극성공신화대성광운개태기영요명순철건건곤영배명수통경력홍휴중화융도숙장창훈정문선무희경현효대왕 |
| جونغجو ملك جوسون           |        | 1776–1800             | يي سان 이산                                  |                                            | الملك كيونغ تشون ميونغدو هونغديوك هيونمو مونسيونغ موريول سيونغين جانغيو العظيم 경천명도홍덕현모문성무렬성인장효대왕 |
| سنجو ملك جوسون             |        | 1800–1834             | يي غونغ 이공                                 |                                            | الملك سيونغاك يونديك هيوندو جيونجين سونهوي تشيسونج إيونج ميونج هيومجوانج سيوك جيونج جيشيون بايجوك يونج وون دونهيو إيويهاينج سويون هويوا جونريول دايجونج جيجونج هونج هون تشيسونج يونسي تايهيونج تشانجون هونججي جوميونج باكو جونجونج سويونج سويون هونجون تشيسونج 선각연덕현도경인순희체성응명흠광석경계천배극융원돈휴의행소윤희화준렬대중지정홍훈철모건시태형창운홍기고명박후강건수정계통수력공유범문안무정령경성효대왕           |
| هونجونغ ملك جوسون          |        | 1834–1849             | يي هوان 이환                                 |                                            | الملك جانغسوك تشيجون جييجوك جونغ جيونغ جوانجداي جيسونج جوانجديوك هونغون جانجوا جيونجمون ويمو ميونغين تشوليو العظيم 장숙체건계극중정광대지성광덕홍운장화경문위무명인철효대왕 |
| تشولجونغ ملك جوسون         |        | 1849–1864             | يي بايون 이변                                |                                            | الملك هوايون جيونج جوك سوديوك سونسونغ هيوميونج جوانجدو دونوون تشانجوا مونهيون موسونج هيونين يونغيو العظيم 희윤정극수덕순성흠명광도돈원창화문현무성헌인영효대왕 |
| غوانغمو إمبراطور كوريا     |        | 1864–1897 (1897–1907) | يي ميونغ بوك 이명복                          | جايغوك 개국 و جيونيانغ 건양 و جوانجمو 광무 | الإمبراطور تاي 태황제 |
| ينغهي إمبراطور كوريا       |        | 1907–1910             | يي تشيوك 이척                                | يونجهوي 융희                               | الإمبراطور هيو 효황제 |

## الإشارات والمصادر

### الإشارات
1. ↑  National Palace Museum of Korea. Page 308-14.